# هالة القوصي
هالة القوصي (مواليد 1974)؛ فنانة ومخرجة أفلام مصرية. ولدت القوصي في القاهرة عام 1974.
حاصلة على جائزة أبراج كابيتال للفنون في دبي عام 2010. صدر فيلمها الأول «زهرة الصبار» في عام 2017. أعمالها موجودة مقتنيات متحف تيت مودرن في لندن ومتحف ستيدليك في أمستردام. ومجموعة جميل الفنية بالمملكة العربية السعودية.

## الحياة التعليمية والمهنية
تعيش وتعمل بين القاهرة وأمستردام. بعد حصولها على بكالوريوس إدارة الأعمال من الجامعة الأمريكية في القاهرة،
عملت مصورةً في مجال الإعلانات حتى عام 2000.[بحاجة لمصدر]، وحصلت القوصي على شهادة الماجستير في الصورة والإتصال من كلية جولدسميث، جامعة لندن وحاضرت عن التصوير الفوتوغرافي في الجامعة الأمريكية ما بين عامي 2002 - 2003.[بحاجة لمصدر] في 2004، شاركت في تدشين مبادرة جمعية الصور المعاصرة، وهي مبادرة يديرها الفنانون في القاهرة.
في 2005، حصلت على منحة تفرغ لمدة عامين في برنامج الرايكس أكاديمي فان بلدندي كونستن في أمستردام وهو برنامج عالمي متخصص للفنانين البصريين. في 2014 أسست أرشيف فوتومصر وهو معني بإتاحة الصور الفوتوغرافية من مصر منذ بدايات الفوتوغرافيا وحتى نهاية القرن العشرين للباحثين والمهتمين في جميع المجالات. تكتب هالة القوصي وتحاضر بشكل دوري عن الصورة كوثيقة لقراءة التاريخ. في 2013، نشرت القوصي كتابها الأول دائرة سين. أعمال هالة القوصي بين مقتنيات متحف تيت مودرن في لندن والستيديليك في أمستردام ومتحف بريستول للفنون.
تتناول هالة القوصي في أعمالها الفنية التاريخ غير الرسمي لمدينة القاهرة من خلال تجارب حياتية عادية لسكان المدينة وتستخدم في تناولها وسائط التصوير الفوتوغرافي والتركيب في الفراغ والنص المكتوب والفيديو. فيلم حكايات على الهامش، 2005، تل النسيان، 2010 والبحث عن مدينة في أوراق سين، 2011 كما أخرجت أغنية فلان الفلاني وفي 2012 أغنية المصري. «زهرة الصبار» هو فيلمها الروائي الأول.

## أعمالها

### الأفلام
كتبت القوصي عددًا من الأفلام القصيرة وأخرجتها والتي عرضت في مهرجانات سينمائية عالمية ومتاحف دولية منها:
- حكايات على الهامش (2005)
- قصص غزل البنات (بالإنجليزية: Candy floss stories) (2006)
- نحن على البحر الآن (بالإنجليزية: We’re by the Sea Now) (2006)
- من روما لروما (بالإنجليزية: From Rome to Rome) (2006): فيلم رسوم متحركة
- تل النسيان (بالإنجليزية: Mount of Forgetfulness) (2010): الخيار الرسمي لمهرجان روتردام السينمائي عام 2011
- البحث عن مدينة – في أوراق سين (بالإنجليزية: In Search of A City – in the papers of Sein) (2012)
- زهرة الصبار (بالإنجليزية: Cactus Flower) (2017): أول فيلم روائي طويل لها، والذي حصل على جائزة أفضل ممثلة في مهرجان دبي السينمائي الدولي وجائزة لجنة التحكيم الخاصة في مهرجان أسوان الدولي لأفلام المرأة.
- لا أنسى البحر (2021)[14]

### جداريات
- غرفة الأساطير والخرافات (2010)[15][16]